# 布爾基夫齊 (波格列比謝區)
49°33′18″N 29°22′32″E / 49.55500°N 29.37556°E
布爾基夫齊（烏克蘭語：Бурківці），是烏克蘭的村落，位於該國西南部，由文尼察區負責管轄，面積0.10平方公里，海拔高度253米，2001年人口116，居民全部是烏克蘭人。